# 壁抜け男
『壁抜け男』（かべぬけおとこ、Le Passe-muraille）は、マルセル・エイメが1943年に書いた短編小説、短編集。およびそれを原作とした演劇作品。ミュージカル。

## あらすじ
平凡な暮らしを送るデュティユルはある日壁を通り抜けることができるようになる。

## パリ公演
1997年1月15日〜1998年1月4日　　　
- 音楽：ミシェル・ルグラン
- 台本：ディディエ・ヴァン・コーヴェレール
- 原作：マルセル・エイメ
- 演出：アラン・サックス

## 日本公演
日本では劇団四季によって上演されている。本作品は劇団四季が日本に輸入し上演した作品としては初めて、地方（東京以外）で初演された作品である。初演劇場は福岡シティ劇場（福岡市）。

### 上演記録
- 福岡シティ劇場(福岡初演)
- JR東日本アートセンター四季劇場［秋］(東京初演)
- 新名古屋ミュージカル劇場(名古屋初演)
- 2006年9月9日～11月19日 - JR東日本アートセンター自由劇場(東京凱旋)
- 2007年6月5日～7月1日 - 京都劇場(京都初演)
- 2012年1月29日～3月3日 - JR東日本アートセンター四季劇場［秋］(東京3回目)

### 特記事項
- 2000年に福岡シティ劇場で公演模様がビデオ化されている。現在入手できる、数少ない劇団四季の映像作品である。